# Knežačić
Koordinati:   44°14′54″N, 14°47′17″E
Knežačić je majhen nenaseljen otoček v Jadranskem morju. Pripada
Hrvaški.
Knežačić leži pred zahodno obalo otoka Molat, od katerega je oddaljen okoli 0,5 km. Površina otočka meri 0,019 km². Dolžina obalnega pasu je 0,52 km.